# Суджурадж
42°43′ пн. ш. 17°54′ сх. д. / 42.71° пн. ш. 17.90° сх. д.
Суджурадж (хорв. Suđurađ) — населений пункт у Хорватії, в Дубровницько-Неретванській жупанії у складі міста Дубровник.

## Населення
Населення за даними перепису 2011 року становило 207 осіб.
Динаміка чисельності населення поселення: